# Selma Benchekor
Pour les articles homonymes, voir Benchekor.
Selma Lilia Benchekor, née le 18 mai 2006, est une escrimeuse algérienne.

## Biographie
Selma Benchekor est la fille du nageur Abdallah Benchekor et la nièce des nageurs Sofiane Benchekor et Yacine Benchekor.
Elle remporte la médaille d'argent en fleuret par équipe aux Championnats d'Afrique d'escrime 2022 à Casablanca. Elle est ensuite médaillée d'argent en fleuret par équipe et médaillée de bronze en épée par équipe aux Championnats d'Afrique d'escrime 2023 au Caire.
Elle remporte la médaille d'or en fleuret par équipe aux Jeux panarabes de 2023 en Algérie.